# Полузір'я (село)
Полузі́р'я — село в Україні, у Мачухівській сільській громаді Полтавського району Полтавської області України. Населення становить 328 осіб. До 2020 орган місцевого самоврядування — Полузірська сільська рада, яка також включала села Дмитренки та Бондури.

## Географія
Село Полузір'я примикає до села Дмитренки, на відстані 0,5 км від села Бондури. Селом протікає пересихаючий струмок, що впадає в річку Полузір'я.

## Історія
За першою версією село Полузір'я виникло на початку XVII століття. У 1782 році воно згадується під назвою Полузірські хутори, які належали військовому Сулимі. Село Дмитренки є ще древнішим, вперше згадується в 1554 році. Село Бондури виникло в пізніші часи. На початку XIX століття у поселенні знаходився один з провідних, на теренах тодішньої імперії, чистокровний кінний завод імені М. І. Лазарева.
У 1859 р. в селі було 42 двори і 309 жителів.
У 1866 році на Полузірські хутори Полтавського повіту була перенесена із села Старі Санжари дерев'яна п'ятиверха церква Михаїла де була споруджена у 1701 році.
У 1902 році Михайлівська церква володіла 1 десятино землі ружної садибної, 33 десятинами ріллі. У селі діяли бібліотека, чоловіча і жіноча школа грамоти, церковно-парафіяльна школа, земське училище.
До церковної парафії входили хутори: Гергелевий, Оборожний, П'ятаки, Скрилі, Сліпці, Бондури, Марусичеві, Білоконеві, Оріхівські.
У 1900 р. в селі 79 господарств, з них селянських 74 та 472 жителі, землі 351 десятина, у тому числі 268 десятин ріллі.
У 1902 р. серед прихожан було 1142 душ чоловічої і 1174 жіночої статі.
У 1912 р. серед прихожан 8 душ привілейованих станів, 2330 козаків і 157 селян.
Після поразки Української національно-визвольної революції, у кінці листопада 1919 року приполтавську територію окуповала орда більшовицької Росії. У селі було встановлено окупаційну владу російських більшовиків.
У 1926 р. у Полузірській сільській раді налічувалось 13 хуторів, 673 господарства, 3401 жителів.
Під час штучних голодоморів у 1932—1933 та 1946—1947 років, організованих окупаційною владою російських більшовиків, у селі люди помирали від голоду. У «Національній книзі пам'яті жертв голодомору 1932—1933 років в Україні» у сусідніх селах Бондури і Дмитренки значаться загиблі від голоду. Влада ретельно приховувала свій злочин. Кількість померлих від голоду у Полузір'ї не встановлена.
За період німецької окупації з 17.09.1941 по 23.09.1943 років було вивезено до Німеччини 69 жителів. При відступі німецького війська карателями спалено 29 хат.
У післявоєнний час в Полузір'ї центральна садиба колгоспу «Заповіт Леніна», працює лікарня, 2 восьмирічні та 2 початкові школи, бібліотека, клуб.
У 1960-х роках населення села — 220 чоловік. Сільській раді підпорядковані населені пункти Білоконі, Бондури, Бридуни, Гергели, Дмитренки, Назаренки, Судівка, Шевці, Шпортьки.
Після відновлення державності України, у селі працює загальноосвітня школа I—III ступенів акредитації, дитячий садок, лікарська амбулаторія загальної практики сімейної медицини, будинок культури.
До 2020 село Полузір'я було органом місцевого самоврядування. Полузірська сільська рада включала села Дмитренки та Бондури.
У 2020 році село увійшло до складу Мачухівської об'єднаної територіальної громади Полтавського району.
За даними перепису 2001 року населення села становило 328 осіб.

## Економіка
Площа господарської території — 4409.00 га., у тому числі 3050,00 га. ріллі. Площа населеного пункту — 658,8 га. Поза межами земель запасу: ріллі — 205,70 га, пасовищ — 399,5 га, сіножатей — 377,0 га, земель запасу ДП «Новосанжарське лісове господарство» 109,3 га.
У користуванні населення знаходиться 550,28 га, у тому числі ріллі — 356,48 га. Громадяни обробляють самостійно земельні частки (паї) площею 132 га.
На території Полузірської сільської ради здійснює господарську діяльність ПАФ «Полузірська» яка орендує земельні наділи (паї) та землі запасу сільської, основний вид діяльності в рослинництві — вирощування зернових культур, у тваринництві -птахівництво, засноване в 1998 році. Тут вирощують племінне яйце порід гусей та качок чим забезпечують потреби кількох сусідніх областей.
Діють чотири фермерські господарства «Ватутіна» (50,58 га), «Нива» (40,07 га), «Гасанов» (51,10 га) «Полузір'я» (56,59 га).
12 червня 2020 року, відповідно до розпорядження Кабінету Міністрів України № 721-р «Про визначення адміністративних центрів та затвердження територій територіальних громад Полтавської області», село увійшло до складу Мачухівської сільської громади.
19 липня 2020 року, в результаті адміністративно — територіальної реформи та ліквідації Новосанжарського району, село увійшло до складу новоутвореного Полтавського району.

## Об'єкти соціальної сфери
Функціонують об'єкти соціальної сфери: Полузірська загальноосвітня школа I—III ступенів (60 учнів), дитячий садочок «Сонечко», лікарська амбулаторія загальної практики сімейної медицини, аптечний кіоск, відділення зв'язку, будинок культури (240 місць). Торгівля представлена трьома магазинами приватних підприємців та баром.
Вигідне географічне становище дає можливість у майбутньому для розвитку сфери відпочинку, зокрема зеленого туризму, будівництва оздоровчих комплексів при умові залучення інвестицій.

## Пам'ятки
Неподалік села розташований загальнозоологічний заказник місцевого значення «Сьомківщина».